# Pretoriaanse probatie
Een pretoriaanse probatie is een specifieke vorm van probatie voorzien in het Belgisch strafrecht. Bij pretoriaanse probatie klasseert het Openbaar Ministerie een dossier zonder gevolgen. Aan deze seponeringsbeslissing hangt het O.M. vervolgens bepaalde voorwaarden vast die de betrokkene dient na te leven. Deze maatregel is er vooral op gericht de betrokkene op het juiste pad te brengen, zonder de mogelijk desocialiserende gevolgen van een gevangenisstraf of een geldboete (bv. een strafblad).